# Amphoe Ban Muang
Amphoe Ban Muang (Thai อำเภอ บ้านม่วง) ist ein Landkreis (Amphoe – Verwaltungs-Distrikt) der Provinz Sakon Nakhon. Die Provinz Sakon Nakhon liegt in der Nordostregion von Thailand, dem so genannten Isan.

## Geographie
Amphoe Ban Muang liegt im Norden der Provinz Sakon Nakhon und grenzt von Westen her im Uhrzeigersinn gesehen an Amphoe  Ban Dung der Provinz Udon Thani, an die Amphoe Fao Rai, So Phisai und Phon Charoen der Provinz Nong Khai, an die Amphoe So Phisai und Phon Charoen der Provinz Bueng Kan sowie an die Amphoe Kham Ta Kla, Wanon Niwat und Charoen Sin in der Provinz Sakon Nakhon.

## Geschichte
Amphoe Ban Muang wurde am 20. März 1968 als „Zweigkreis“ (King Amphoe) geschaffen, als die drei Tambon Mai, Muang und Dong Mo Thong aus der Amphoe Wanon Niwat ausgegliedert wurden.
Am 16. November 1971 erfolgte die Heraufstufung zu einer vollen Amphoe.

## Verwaltung

### Provinzverwaltung
Der Landkreis Ban Muang ist in neun Tambon („Unterbezirke“ oder „Gemeinden“) eingeteilt, die sich weiter in 98 Muban („Dörfer“) unterteilen.
| Nr. | Name              | Thai       | Muban | Einw. |
| --- | ----------------- | ---------- | ----- | ----- |
| 1.  | Muang             | ม่วง        | 11    | 8.615 |
| 2.  | Mai               | มาย        | 10    | 6.169 |
| 3.  | Dong Mo Thong     | ดงหม้อทอง   | 11    | 7.331 |
| 4.  | Dong Nuea         | ดงเหนือ     | 12    | 7.267 |
| 5.  | Dong Mo Thong Tai | ดงหม้อทองใต้ | 10    | 8.458 |
| 6.  | Huai Lua          | ห้วยหลัว     | 09    | 7.522 |
| 7.  | Non Sa-at         | โนนสะอาด   | 10    | 5.597 |
| 8.  | Nong Kwang        | หนองกวั่ง    | 11    | 9.415 |
| 9.  | Bo Kaeo           | บ่อแก้ว      | 14    | 9.533 |

### Lokalverwaltung
Es gibt zwei Kommunen mit „Kleinstadt“-Status (Thesaban Tambon) im Landkreis:
- Huai Lua (Thai: เทศบาลตำบลห้วยหลัว), bestehend aus dem gesamten Tambon Huai Lua.
- Ban Muang (Thai: เทศบาลตำบลบ้านม่วง), bestehend aus Teilen des Tambon Muang.

Außerdem gibt es acht „Tambon-Verwaltungsorganisationen“ (องค์การบริหารส่วนตำบล – Tambon Administrative Organizations, TAO):
- Muang (Thai: องค์การบริหารส่วนตำบลม่วง)
- Mai (Thai: องค์การบริหารส่วนตำบลมาย)
- Dong Mo Thong (Thai: องค์การบริหารส่วนตำบลดงหม้อทอง)
- Dong Nuea (Thai: องค์การบริหารส่วนตำบลดงเหนือ)
- Dong Mo Thong Tai (Thai: องค์การบริหารส่วนตำบลดงหม้อทองใต้)
- Non Sa-at (Thai: องค์การบริหารส่วนตำบลโนนสะอาด)
- Nong Kwang (Thai: องค์การบริหารส่วนตำบลหนองกวั่ง)
- Bo Kaeo (Thai: องค์การบริหารส่วนตำบลบ่อแก้ว)